# Klíčov
Klíčov (v chodském nářečí Kýčovo, německy Glitschau) je malá vesnice, část obce Kočov v okrese Tachov v Plzeňském kraji. Nachází se asi 1,5 kilometru jihozápadně od Kočova. Je zde evidováno 14 adres. V roce 2011 zde trvale žilo jedenáct obyvatel.
Klíčov je také název katastrálního území o rozloze 2,3 km².

## Historie
První písemná zmínka o vesnici pochází z roku 1379.

## Obyvatelstvo
| Rok            | 1869 | 1880 | 1890 | 1900 | 1910 | 1921 | 1930 | 1950 | 1961 | 1970 | 1980 | 1991 | 2001 | 2011 | 2021 |
| -------------- | ---- | ---- | ---- | ---- | ---- | ---- | ---- | ---- | ---- | ---- | ---- | ---- | ---- | ---- | ---- |
| Počet obyvatel | 97   | 100  | 82   | 90   | 92   | 80   | 84   | 40   | 29   | 18   | 10   | 5    | 8    | 11   | 33   |
| Počet domů     | 16   | 17   | 15   | 16   | 16   | 16   | 16   | 12   | 12   | 7    | 4    | 4    | 5    | 8    | 11   |

## Obecní správa
Při sčítání lidu v letech 1850–1889 Klíčov byl osadou obce Kočov v okrese Planá. V letech 1890–1959 byl samostatnou obcí v okrese Planá, od roku 1950 v okrese Tachov. V letech 1960–1979 byl znovu částí obce Kočov v okrese Tachov. Od 1. ledna 1980 do 23. listopadu 1990 byl částí města Planá v okrese Tachov. Od 24. listopadu 1990 je opět částí obce Kočov v okrese Tachov.

## Pamětihodnosti
- Socha svaté Rodiny